# Universitatea „Lucian Blaga” din Sibiu
Universitatea „Lucian Blaga” din Sibiu (ULBS) este o instituție de învățământ superior de stat din Sibiu. Apariția unei universități de sine stătătoare la Sibiu datează din 1990, dar învățământul superior sibian are o tradiție de peste 225 de ani. Realizarea unui proces de învățământ competitiv, corespunzător standardelor de calitate reglementate de Uniunea Europeană, care să permită absolvenților ULBS să dobândească recunoaștere academică și profesională internațională este un obiectiv strategic al Universității sibiene. In cadrul Universității sunt promovate specializări unice în spațiul academic românesc, iar calificativul de grad de încredere ridicat recomandă ULBS ca pe o instituție puternică, implicată în creșterea calității procesului educațional. Promovarea programelor de studii în limbi de circulație internațională, a metodelor de predare bazate pe tehnologia informației și generalizarea implementării Sistemului European de Credite Transferabile reprezintă garanții pentru consolidarea procesului de învățământ.
Numărul total al studenților ULBS, a fost, în 2017, de 14 740. Studenții ULBS provin din toate județele țării, dar și din țări străine.

## Istoric
Prima școală și-a deschis porțile în cetatea Sibiului deja în anul 1380, reprezentând cu siguranță o piatră de hotar pentru istoria învățământului urbei de pe Cibin. Dar începuturile învățământului superior sibian au fost marcate de inițierea în anul 1786 a Cursului Preparandial de învățători din Sibiu – una din primele instituții școlare cu caracter pedagogic din Transilvania. Biserica a oferit în mod constant cele mai bune condiții, pentru studiu, adunând sub aripile sale de protecție, mințile cele mai avide de cunoaștere.
În 1850, școala și-a schimbat profilul și a devenit Institut Teologic-Pedagogic, pentru Învățământul Superior. Acesta a oferit inițial cursuri de doi ani și, începând cu 1861, cursuri de trei ani, precum și un program de pedagogie de patru ani. Cu toate acestea, realitățile socio-economice ale vremii împuneau în mod acut specialiști instruiți în drept și administrație. Conștientă de aceste nevoi imperioase, populația germană, care se bucura în acel moment de un statut privilegiat, în comparație cu majoritatea românească din Transilvania, a reușit să înființeze o Academie de Drept la Sibiu, în 1844. Timp de douăzeci de ani cursurile au fost predate în limba germană. Cu toate acestea, studenții nu trebuiau să fie de origine germană pentru a participa la academie. După 1865, ca urmare a unei politici de asimilare forțată a autorităților austro-ungare, predarea în limba maghiară a fost impusă în toate școlile. Academia de Drept din Sibiu nu a făcut excepție. În consecință, cursurile au fost predate în limba maghiară până în 1887, când Academia a fost desființată forțat de aceleași autorități austro-ungare.
Din nou, speranțele și visele tuturor celor care predau și învățau în această Academie de Drept au fost spulberate. Totuși, un număr mare din cei 1.387 de studenți, care au absolvit această Academie de Drept au devenit purtători de cuvânt ai mișcării culturale românești din Transilvania. Mulți dintre ei s-au implicat în organizarea Marii Uniri a României, care, deși finalizată la Alba-Iulia, și-a găsit rădăcinile în Sibiu, chiar în clădirea, care astăzi găzduiește Rectoratul Universității “Lucian Blaga”.

### Expansiunea din secolul XX
În anii 1921 - 1924 studiile teologice ortodoxe sunt reorganizate sub forma unei academii de sine stătătoare cu durata de studii de 4 ani. Intitulată Academia Teologică Andreiană instituția va primi dreptul de a conferi titlul de doctor în 1943.
În perioada celui de-al doilea război mondial, ca urmare a Dictatului de la Viena (1940), Universitatea Românească din Cluj se mută în Sibiu. Acest lucru a determinat creșterea numărului studenților la 3386 în anul 1943. Și mai importantă a fost activitatea profesorilor și studenților aflați la Sibiu în exil. Ei au publicat peste 2000 de lucrări de cercetare și au organizat peste 300 de conferințe în 25 de orașe, s-a inițiat un Cerc literar , toate în timpul celor patru ani de exil.
Un moment violent în istoria învățământului superior sibian are loc în timpul rebeliuniii legionare din 1941. Profesori și studenți de la Academia Teologică Andreiană, sub conducerea profesorului Spiridon Cândea (1902–1990) și ajutați de miliții legionare, sechestrează evrei în curtea Academiei și îi jefuiesc sub amneințarea armelor.  Cu excepția profesorului Cândea, deținut câteva luni la Tismana după înfrângerea rebeliunii, celelate cadre didactice implicate traversează atât regimul antonescian cât și cel comunist fără să fie trase la răspundere.
Facultatea de Istorie din Sibiu a fost înființată ca filială a Universității Babeș-Bolyai în anul 1969, iar în 1971 facultatea a fost transformată în Facultatea de Filologie și Istorie, ce includea secții de Română, Engleză și Germană. În același an a fost înființată Facultatea de Tehnologia Prelucrării Lemnului, sub sprijinul Universității Transilvania din Brașov, precum și Facultatea de Administrație Publică .
Cinci ani mai târziu, se înființează primul institut autonom de învățământ superior din Sibiu, care cuprindea facultățile de Filologie și Istorie, Drept Economic și Administrativ, și Tehnologia Construcțiilor de Mașini. Aceasta din urmă și-a continuat activitatea ca parte a Institutului Politehnic din Cluj-Napoca, restul facultăților încetându-și existența.
După Revoluție Ministerul Educației a decretat la 5 martie 1990, înființarea unei universități în componența căreia intrau facultățile de : Medicina, Inginerie, Litere, Tehnologia Prelucrării Lemnului și Produselor Alimentare, Istorie și Drept, Știinte.
În anul următor, Institutul Teologic de Studii Superioare devine Facultatea de Teologie, iar în 1992 se înființează Facultatea de Jurnalistică.
Din 12 mai 1995 - Universitatea din Sibiu a primit numele ilustrului scriitor și filozof român, Lucian Blaga.

## Campusul ULBS
Campusul ULBS este format din - sedii ale facultăților, clădirea rectoratului, 8 cămine, 2 cantine, Biblioteca Centrală Universitară, Centru de Pregatire Academică și Centrul de Reuniune Academică. Clădirile, care alcătuiesc campusul ULBS sunt situate în centrul orașului Sibiu, iar căminele studențești se află în apropiere celui mai mare parc din Sibiu- Parcului Sub Arini.
Capacitatea totală de cazare în campusul ULBS este de 1850 locuri. Complexul Studențesc “Parc”, care găzduiește căminele 1, 2 și 3, se află la 5 minute de centrul orașului, și în imediata vecinătate a Parcului Sub Arini, cel mai mare parc din Sibiu. Tot aici se află și un bazin de înot, precum și terenuri de sport.
Căminele sunt modernizate, studenții beneficiind de facilități precum sală de fitness, săli de lectură dotate cu calculatoare conectate la internet, oficii moderne, cabinet medical. Fiecare cameră are 4 paturi, grup sanitar propriu, modernizat, frigider și conexiune la Internet.
Cele 2 cantine au o capacitate de 230 persoane/serie. Rețeaua de biblioteci a Universității „Lucian Blaga” Sibiu este formată din Biblioteca Centrală Universitară și încă 12 biblioteci filiale.
Biblioteca Centrală Universitară oferă informații bibliografice și referințe științifice, acces la Internet și pune la dispoziția utilizatorilor publicații seriale și periodice și un fond de carte de peste 600.000 de unități documentare, reprezentând 320.620 de titluri care constituie catalogul informatizat.
Centrele Culturale (Centrul de Cercetare Ecumenică, Centrul de Limbi Străine, Centrul Confucius, Centrul de Cercetări Filologice și Culturale, Centrul “Peter Magrath”), care oferă și servicii de bibliotecă,  s-au născut din dorința de a oferi comunității sibiene șansa de a intra într-un dialog autentic cu alte culturi, având un rol activ în viața comunității academice prin implicarea în organizarea de evenimente culturale.
   În contextul unui mediu universitar internațional din ce în ce mai dinamic, Universitatea „Lucian Blaga” din Sibiu se menține în prim planul evenimentelor prin aderarea la valorile europene ale învățământului și cercetării. În acest sens, un rol esențial îl au cele peste 100 de parteneriate încheiate cu universități din Europa, eficientizarea aplicării sistemului Bologna și a sistemului european de credite transferabile și dezvoltarea programului de mobilitate studențească – Erasmus. tuturor proceselor suport din campus.

## Organizare și administrare
ULBS a încheiat acorduri de colaborare cu 108 universități, dintre care 4 consorții, 33 de acorduri de cooperare și 61 de parteneriate Erasmus, cu universități precum: Universitatea de Medicină din Viena (Austria), Universitatea Hull (Anglia), Universitatea Centrală din Lancashire (Anglia), Institutul de Tehnologie Sligo (Irlanda), Universitatea Leon (Spania), Universitatea de Științe Aplicate din München (Germania), Universitatea Inholland din Haarlem (Olanda), Institutul Național Politehnic din Toulouse (Franța), Academia di Belle Arti Abadir din Palermo (Italia) etc.În 2011 a fost clasificată în a doua categorie din România, cea a universităților de educație și cercetare științifică.

## Învățământ și cercetare

### Facultățile ULBS
Universitatea “Lucian Blaga” din Sibiu are în componența sa 9 facultăți. 
- Facultatea de Teologie[9]
- Facultatea de Drept „Simion Bărnuțiu”[10]
- Facultatea de Litere și Arte[11]
- Facultatea de Științe Socio-Umane[12]
- Facultatea de Inginerie[13]
- Facultatea de Medicină[14]
- Facultatea de Științe[15]
- Facultatea de Științe Agricole, Industrie Alimentară și Protecția Mediului[16]
- Facultatea de Științe Economice[17]

### Admitere
Admiterea la facultățile Universității „Lucian Blaga” din Sibiu se face fie pe baza concursului de dosare, fie pe bază de examen de admitere, cu precădere la acele specializări care necesită abilități sau cunoștințe de specialitate, ex. medicină, inginerie (calculatoare, electronică, electromecanică), design, educație fizică, ordine și securitate publică, teologie etc.
În cazul concursului de dosare, o importanță deosebită o are media examenului de bacalaureat, media anilor de liceu și, de obicei, drept criteriu de departajare, media la materia principală a domeniului. Conform prevederilor legale în vigoare, o persoană poate beneficia de un loc subvenționat de la bugetul de stat (fără taxă) pentru un singur program de licență, un singur program de master și un singur program de doctorat. Pentru că, ULBS încurajează excelența, câștigătorii locurilor I, II și III la olimpiadele școlare internaționale pot urma două specializări pe locuri bugetate. În plus, ULBS încurajează Facultățile să pre-vadă criterii de admitere speciale pentru câștigătorii olimpiadelor școlare, inclusiv admiterea acestora pe locuri bugetate, fără examen de admitere. Susținând incluziunea socială și educația indiferent de etnie sau dizabilități, ULBS oferă și locuri speciale pentru cetățenii Republicii Moldova, cetățenii din categoria „români de pretutindeni”, cetățenii de etnie rromă sau cetățenii celorlalte minorități conlocuitoare.
Totodată, beneficiază de scutiri de taxa de înscriere la concursul de admitere, copiii orfani de ambii părinți, cei proveniți din casele de copii și centrele de plasament, copiii cadrelor didactice din învățământul de stat și cei ai personalului ULBS. Cetățenii statelor membre ale Uniunii Europene, ai statelor aparținând Spațiului Economic European și ai Confederației Elvețiene pot candida la admiterea în toate ciclurile de studii universitare, în aceleași condiții prevăzute de lege pentru cetățenii români, inclusiv în ceea ce privește taxele de școlarizare.  

## Activități studențești
Centrul universitar oferă studenților cele mai diverse forme de manifestare a creativității atât în cadrul activităților educaționale, cât și în afara acestora. Universitatea „Lucian Blaga” Sibiu este preocupată în permanență de garantarea celor mai calitative servicii sociale, iar la dispoziția studenților stă o largă paletă de posibilități, pentru care să opteze în vederea consolidării relațiilor cu mediul academic.
Oferta educațională a Universității Lucian Blaga din Sibiu este diversă, programele de studii sunt compatibile cu cele ale UE și cererile pieței, forței de muncă nu este doar apreciată, ci și cerută de toți solicitanților. În fiecare an, ULBS își deschide porțile către aproximativ 15.000 de studenți, înscriși în diferite programe de studiu, unde sunt instruiți de până la 650 de membri ai personalului didactic.
La ULBS studenții găsesc un mediu prolific, în care să își pună în aplicare proiectele, activitatea studențească, fiind foarte bine evidențiată în spațiul vieții academice. Studenții sibieni s-au remarcat în permanență în cadrul unor evenimente cultural-știintifice naționale și internaționale, asociațiile studențești au dobândit recunoașterea provenienței lor dintr-un centru academic puternic. Asigurarea unui proces de studiu competitiv, în concordanță cu standardele de calitate reglementate de Uniunea Europeană, care permite absolvenților ULBS să obțină recunoaștere internațională academică și profesională este un obiectiv strategic al instituției de învățământ superior din Sibiu. În cadrul universității, studiu unic sunt promovate programe pentru mediul academic românesc, iar gradul înalt de încredere recomandă ULBS să fie o instituție puternică, angajată să sporească calitatea procesului educațional.
Promovarea programelor de studii în limbi străine, metodele de predare bazate pe noile tehnologii ale informației și comunicațiilor care pun în aplicare sistemul european de transfer de credite sunt adevărate garanții în consolidarea procesului de predare.
Cercetarea este unul dintre cele mai importante aspecte ale vieții academice din ULBS. Centrele de cercetare renumite se află în cadrul ULBS, iar implicarea academică în inovație și transfer de tehnologie a fost deja apreciată la diferite competiții internaționale de invenție.
Organizațiile studențești din cadrul ULBS și evenimente:
- Asociația studențească AIESEC Sibiu Arhivat în 5 mai 2011, la Wayback Machine.
- Asociația studențească SOLIDUS
- Asociația studențeasca CSD Sibiu
- Societatea studenților mediciniști "Hipocrates" Sibiu
- Liga Studenților din Facultatea de Litere și Arte LSFLA Arhivat în 28 octombrie 2011, la Wayback Machine.
- Asociația studenților europeni AEGEE
- Clubul Studenților Economiști
- ELSA Sibiu - Asociația Europeană a Studenților în Drept
- ASDSB Arhivat în 17 iulie 2014, la Wayback Machine. – Asociatia Studenților Facultatii de Drept “Simion Barnutiu”
- Asociația Studenților în Psihologie Sibiu (ASPS)
- Asociația Studenților la Sociologie din Sibiu (ASSS)
- Liga Absolvenților și Studenților de la Știinte Politice și Relații Internaționale (LASSPRI)
- OSD SIBIU Organizația Studenților Dentiști Sibiu

### Evenimente studențești
- Săptămâna de Orientare este un eveniment dedicat studenților de anul 1. La început de drum sunt multe întrebări, provocări, probleme. În cadrul diferitelor activități desfășurate sub egida SO studenții anului 1 au ocazia să facă pași pe drumul acomodării cu noua realitate. Pe lângă clarificarea diferitelor aspecte, care țin de viața studențească și de provocările ei, reprezentanti ai diferitelor instituții și ONG-uri oferă studenților o perspectivă coerentă și pragmatică asupra comunității.
- Săptămâna Magică organizată în luna decembrie reunește activități, în care studenții se dedică unor activități de voluntariat, ajutându-I pe cei mai puțin norocoși din comunitate.
- Ziua Cititului Impreună este o altă activitate, în care studenții și profesorii citesc cu voce tare diferite texte, pentru persoanele prezente și discută pe marginea ideilor diseminate prin lectură.
- Festivalul Studențesc #universFSSU este un eveniment studențesc organizat încă din 2017. În cadrul acestuia studenții, formând echipe, se luptă, pentru câștigarea unui premiu, trecând prin diferite probe, care testează pregătirea științifică, capacitatea motrică, cooperarea și colaborarea.
- Serile de Film FSSU este un proiect în cadrul căruia studenții și profesorii, în urma vizionării unui film pe o temă dată, dezbat subiecte și teme din realitatea cotidiană.
- Săptămâna Verde este o inițiativă, care stimulează voluntariatul în spiritul unei perspective de tip ecologist asupra comunității. Diferitele activități desfășurate pe parcursul SV presupun ateliere practice, conferințe, activități de voluntariat, care dezvoltă capacitatea de relaționare și conștientizare importanței protejării mediului înconjurător, propunând și soluții practice, la îndemâna fiecăruia, pentru un mediu mai curat.

În fiecare an, la începutul verii, asociațiile studențești din cadrul Universității “Lucian Blaga” din Sibiu organizează Festivalului UNIverSTUDENT Fest Arhivat în 30 iulie 2010, la Wayback Machine., o manifestare de anvergură în derularea și implementarea căreia sunt implicați studenți din toate facultățile din cadrul ULBS, fiecare facultate ocupându-se de realizarea unei activități specifice.
Proiectul reprezintă o modalitate de încurajare a inițiativei tinerilor de a se implica activ în viața social- culturală a comunității.
Cele 3 noțiuni caracteristice acestui festival studentesc: „UNIȚI! NONCONFORMIȘTI! INDEPENDENȚI!” sunt reprezentate prin spectacole de teatru, concerte, expoziții, workshop-uri, conferințe și activități sportive. Toate aceste activități sunt create de studenți pentru studenți, din dorința de a încuraja inițiativa tinerilor în artă, cultură, mediu, sănătate și societate.

### Casa de Cultură a Studenților din Sibiu
Casa de Cultură a Studenților din Sibiu s-a înființat ca o necesitate de a aduna energiile studențești și de a crea un liant între studenții din țară și întreaga lume. În ultimii ani, ca urmare a dezvoltării centrului universitar sibian, Casa de Cultură a Studenților a devenit un partener viabil și un prieten apropiat al studenților, fiind implicată în forme de cooperare și parteneriat cu mai mult de 30 de organizații similare din întreaga lume. Instituția funcționează ca un organism viu, deschis ofertelor și inițiativelor studențești. Aceste inițiative devin programe, care sunt analizate și puse în practică de către solicitanți sub îndrumarea referenților instituției.
Asigurarea condițiilor optime ca studenții să se poată exprima liber și complex în inițiativele lor, să dea în tot ceea ce întreprind dimensiunea gândirii și forța energiei studențești este principala preocupare a Casei de Cultură a Studenților. Membrii clubului de Jazz al Casei de Cultură a Studenților din Sibiu au fost cei care au dat tonul Festivalului Internațional de Jazz Sibiu, iar rădăcinile Festivalului Internațional de Teatru se găsesc tot la Casa de Cultură a Studenților. Programe desfasurate in 2008: Galele Studențești de Jazz, Conexiuni- concurs național de creație literară, Sibiu Dans Festival, International Photographic Salon. Pentru a fi și mai aproape de studenți, Casa de Cultură a Studenților a demarat colaborarea cu Facultatea de Inginerie, din cadrul ULBS- primul proiectul “Toamna Digitala”. Domenii de activitate: Dans, Folclor, Muzică, Fotoclub, Training-uri, Yoga, Tae-Bo, Aerobic, Karate, Teatru, Cenaclu, Modeling.

## Performanțe
În 2021, ULBS a ocupat poziția 243 la nivel mondial (din 956 universități clasate) și locul 1 la nivel național (din 11 universități clasate) în topul The UI GreenMetric World University Ranking pentru indicatorii de mediu, societate și economie.

## Personalități notabile

### Rectori
- 1977-1984: Prof. univ. dr. ing. Grațian Ștețiu
- 1990:  Prof. univ. dr. Mircea Tomuș
- 1990-1991: Prof. univ. dr. ing. Valeriu Deac
- 1991-1992: Prof. univ. dr. ing. ec. Moise Țuțurea
- 1992-2004: Prof. univ. dr. Dumitru Ciocoi Pop
- 2004-2012: Prof. univ. dr. ing. Constantin Oprean
- 2012-2020: Prof. univ. dr. ing. Ioan Bondrea
- 2020-2024: Prof. univ. dr. habil. Sorin Radu
- 2024-Prezent Prof. univ.dr.habil. Sorin Radu

## Galerie

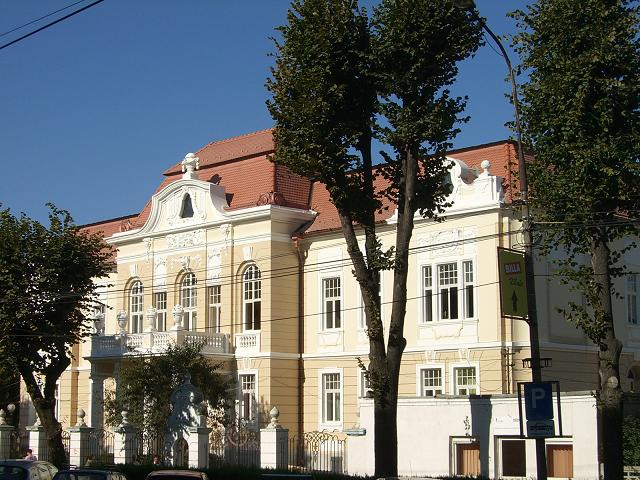
Cladirea rectoratului Universitatii Lucian Blaga din Sibiu
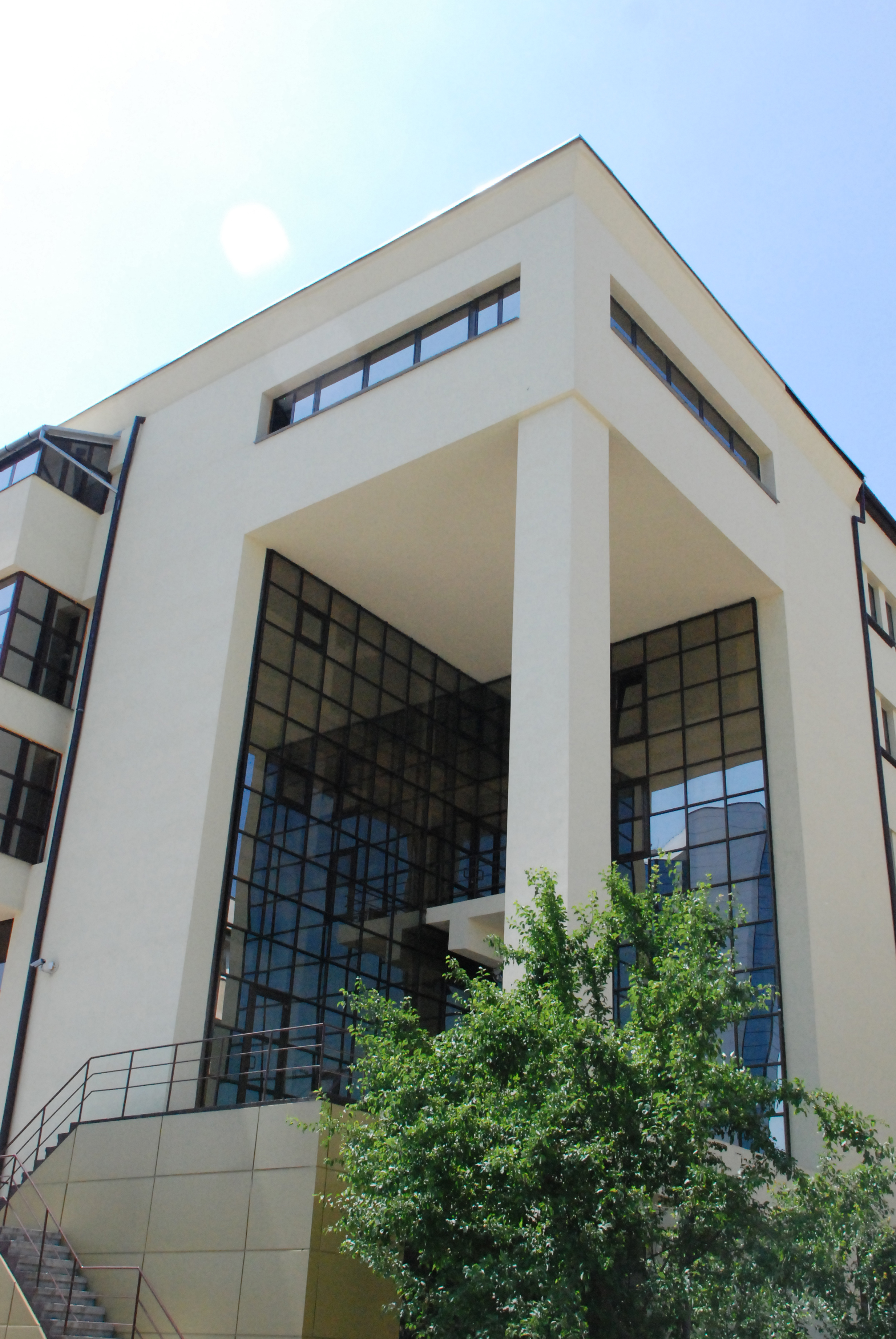
Facultatea de Inginerie
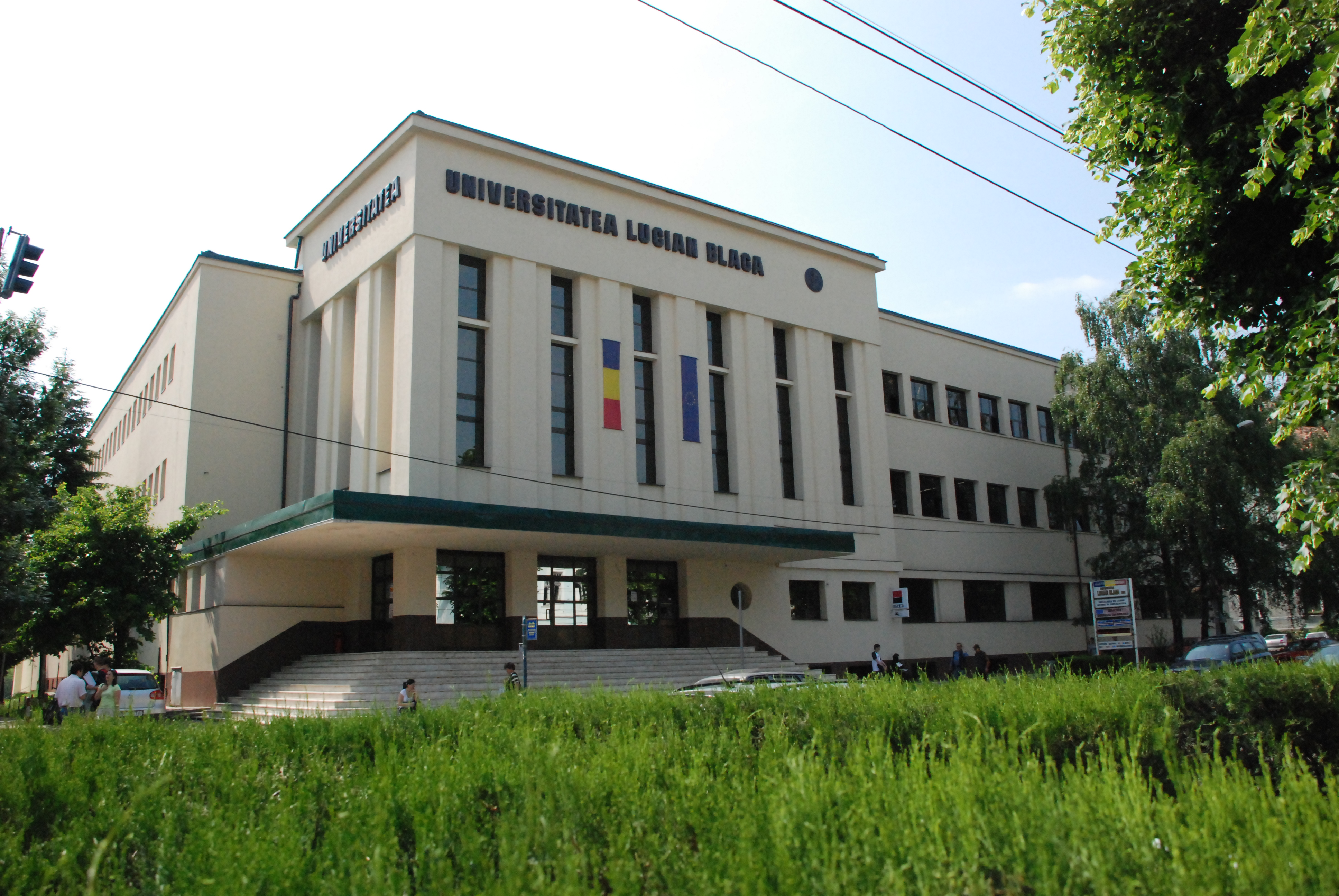
Facultatea de Litere
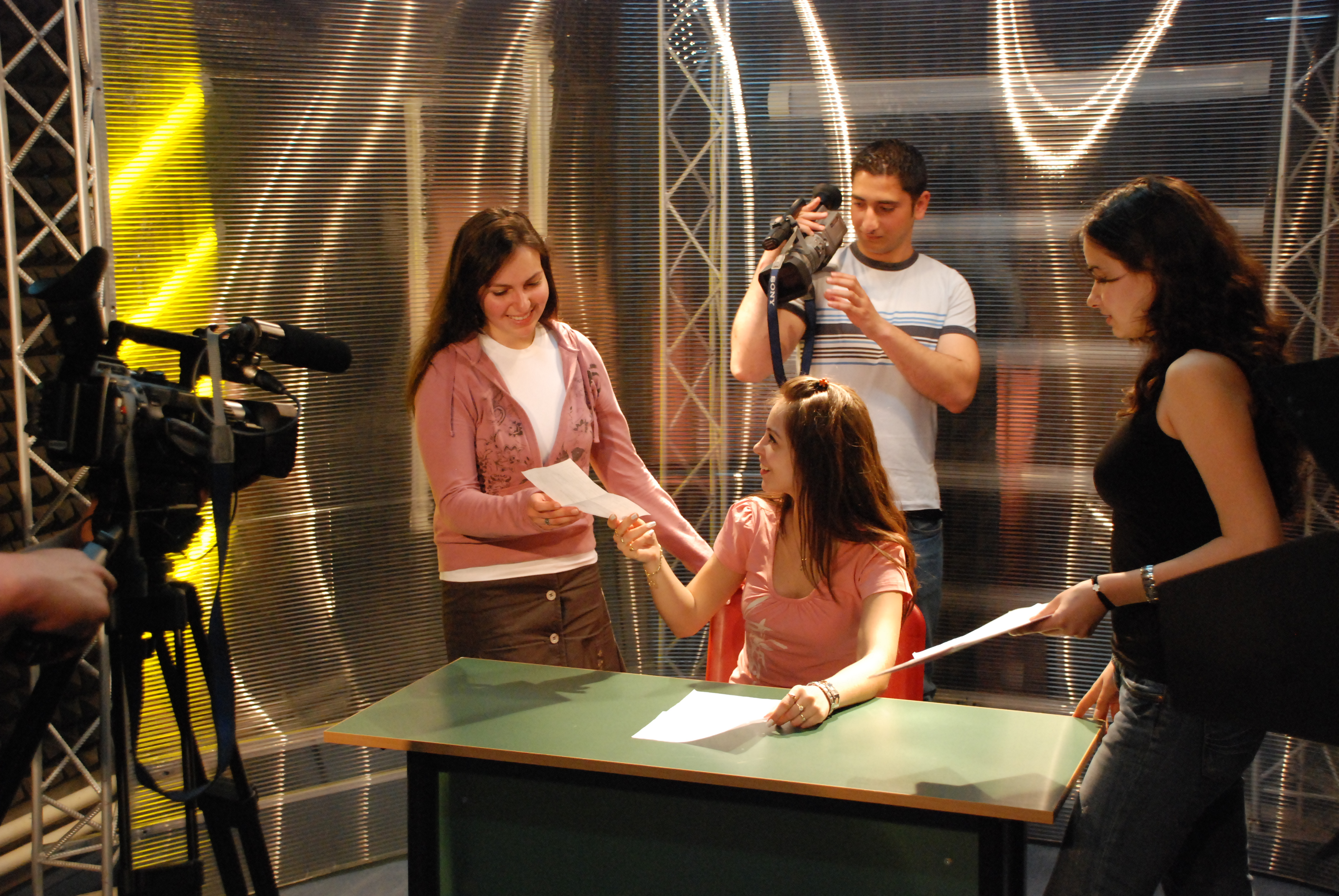
Studenți la Facultatea de Jurnalistica
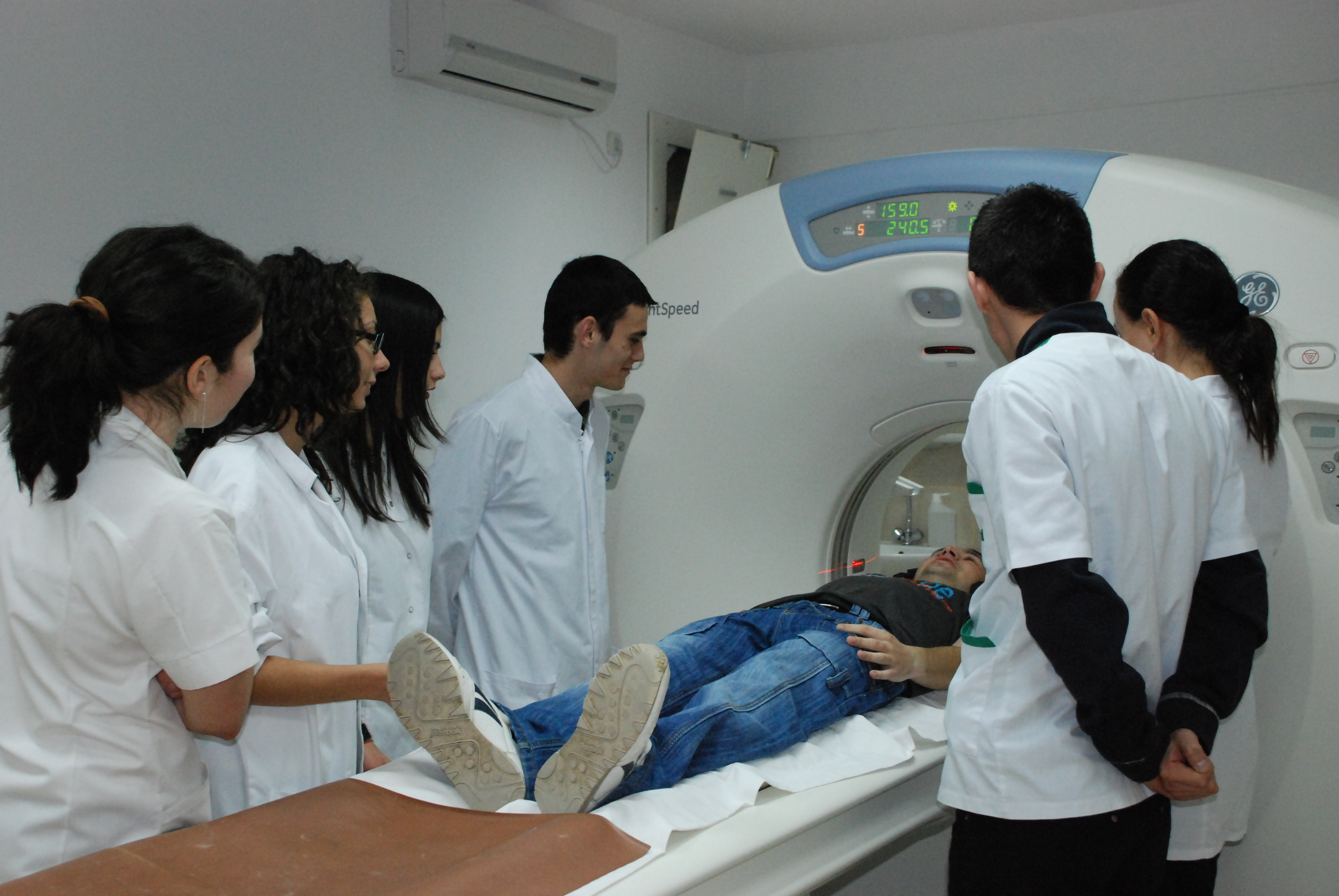
Studenți la Facultatea de Medicina
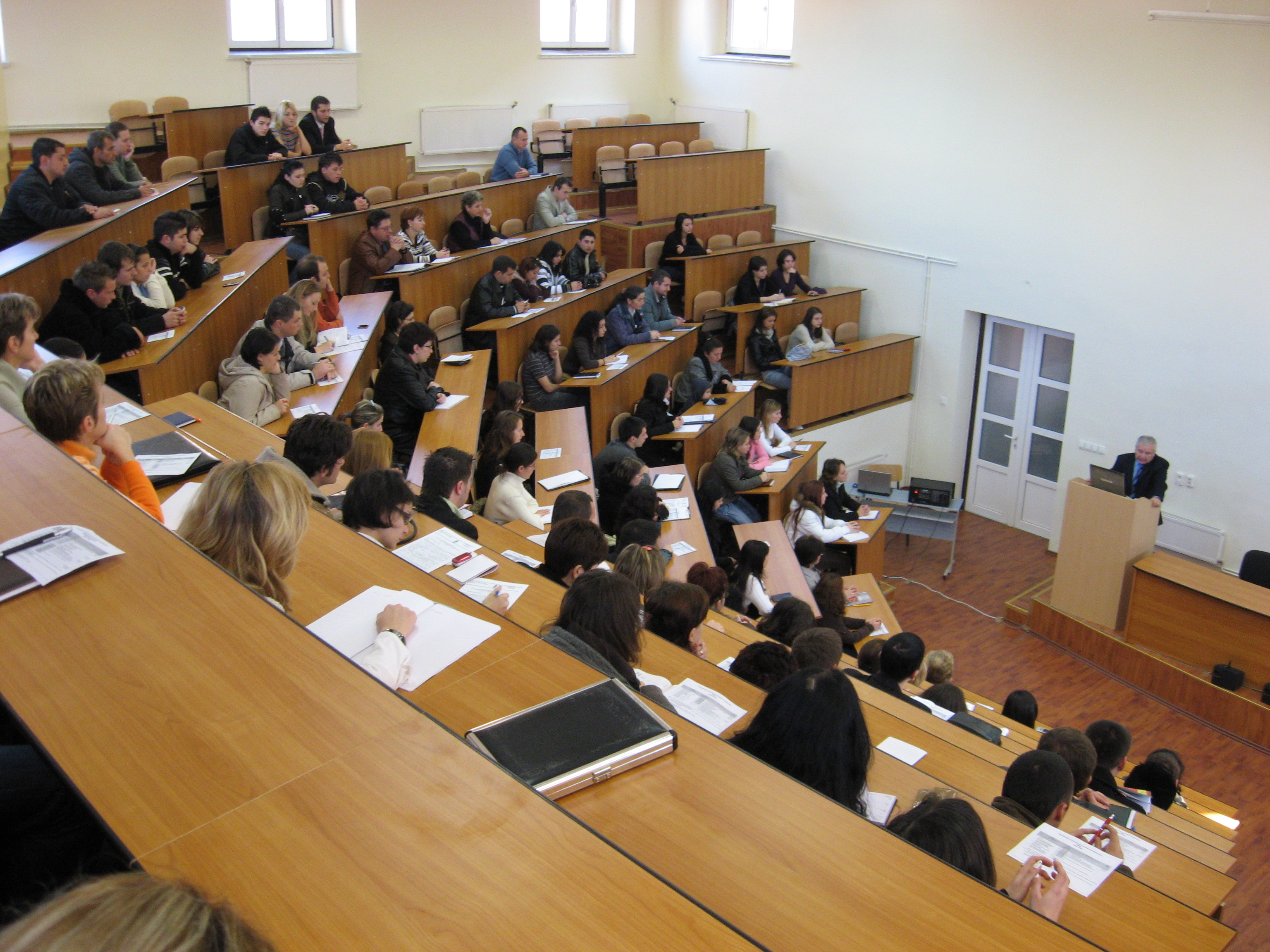
Studenți ULBS
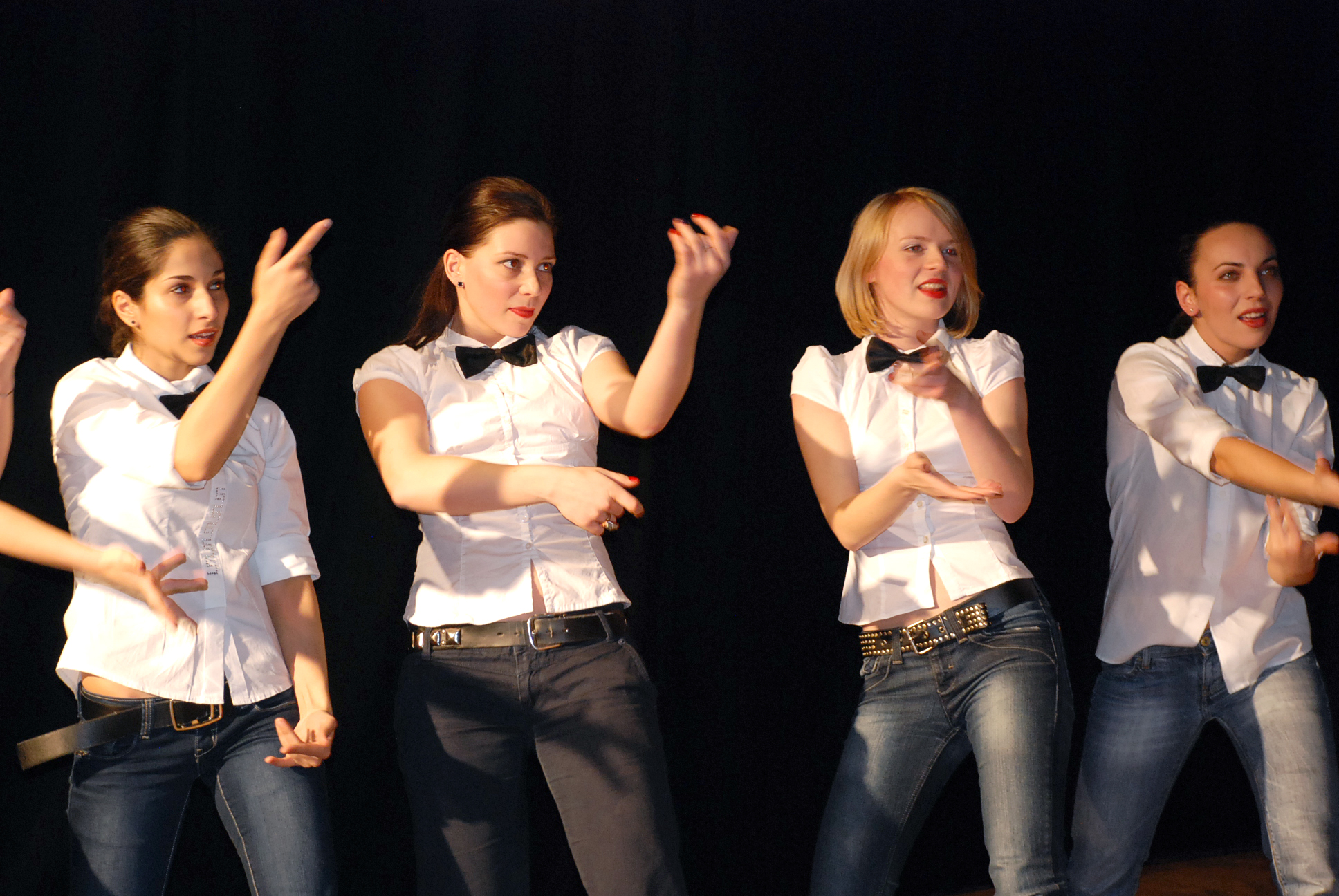
Studenți ULBS